# Східна Європа

Всесвітня книга фактів відносить Азербайджан, Вірменію, Грузію, Казахстан та Туреччину частково або повністю до Азії, а Кіпр — до Близького Сходу:
Східна Європа
Південно-східна Європа
Трансконтинентальні

Схі́дна Євро́па — політичний і географічний регіон Європи. Термін є неоднозначним і має широкий спектр геополітичних, географічних, етнічних, культурних і соціально-економічних конотацій. Східний кордон цього регіону позначений Уральськими горами, тоді як його західний кордон визначається різними способами. Більшість класифікацій включають Білорусь, Молдову, Росію, Румунію й Україну, тоді як більш ширші класифікації можуть також включати деякі або всі балканські, балтійські, кавказькі держави та Вишеградську групу.
Регіон представляє значну частину європейської культури; основні соціокультурні характеристики Східної Європи історично були визначені традиціями східних слов'ян і греків, а також впливом східного християнства, яке розвивалося через Східну Римську імперію та Османську імперію. Інше визначення терміна було створено під час холодної війни, оскільки Європа була ідеологічно розділена залізною завісою, а «Східна Європа» була синонімом для держав, що становили Східний блок і знаходились під впливом Радянського Союзу, так звану «Радянську імперію».
Цей термін іноді вважається принизливим через стереотипи про те, що Східна Європа є нижчою (біднішою, менш розвиненою) порівняно з Західною; термін Центральна та Східна Європа іноді використовується для більш нейтрального угруповання.

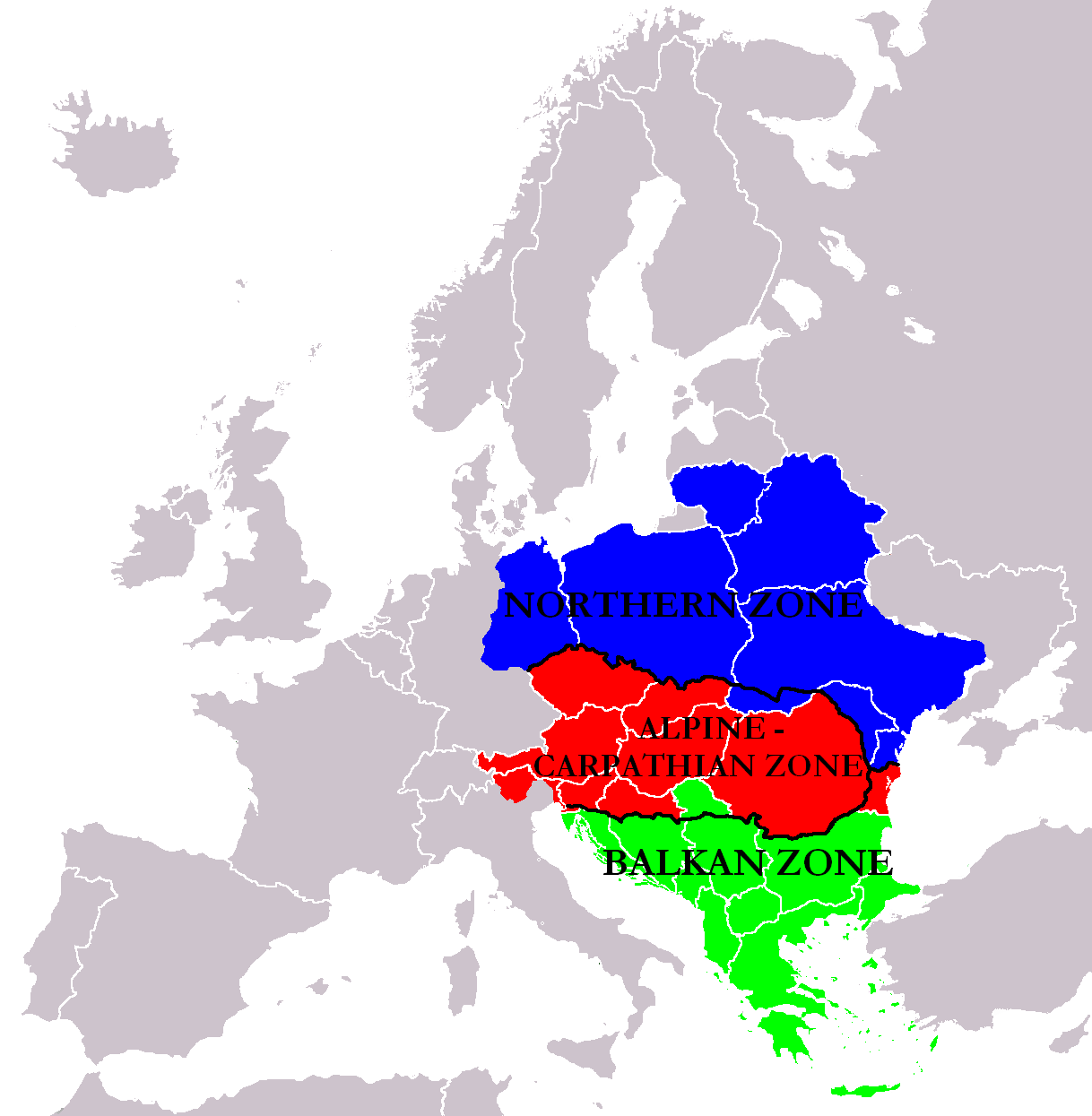
Відтворення та інтерпретація Центральної Європи Полем Робертом Маґочі.

Зі вступом колишніх комуністичних держав до Європейського Союзу у 2004, 2007 і 2013 роках на них стало поширюватися поняття Центральна Європа. Чітких кордонів між західним, центральним та східними регіонами Європи не існує. Україну у світі вважають східноєвропейською країною, хоча захід України знаходяться географічно та за культурними критеріями в Центральній Європі: Волинь, Галичина, Закарпаття та Північна Буковина.

## Класифікації
На початку XXI століття існує кілька класифікацій Східної Європи, але вони часто не є точними і можуть бути анахронізмом. Ці визначення обговорюються в різних культурах і серед експертів, навіть політологів, оскільки цей термін має широкий спектр геополітичних, географічних, культурних і соціально-економічних конотацій. Його також описують як «нечіткий» термін, оскільки сама ідея Східної Європи постійно перевизначається. Утвердження ідеї «Східної Європи» сягає переважно епохи (французького) просвітництва.
Існує «майже стільки ж визначень Східної Європи, скільки дослідників цього регіону». У відповідному документі Організації Об'єднаних Націй додається, що «кожна оцінка просторової ідентичности є по суті соціальною та культурною конструкцією».
Хоча східні географічні кордони Європи чітко визначені, кордон між Східною та Західною Європою є не географічним, а історичним, релігійним і культурним, і його важче визначити.
Уральські гори, річка Урал і Кавказькі гори є географічною сухопутною межею східної околиці Європи. Наприклад, Казахстан, який в основному розташований у Центральній Азії з найбільш західними частинами, розташованими на захід від річки Урал, також має частину своєї території в Східній Європі.
На заході, однак, історичні та культурні межі «Східної Європи» дещо перетинаються і, що найважливіше, зазнають історичних коливань, що робить точне визначення західних географічних кордонів Східної Європи та географічної середини Європи дещо складним.

### Геосхема ООН

Субрегіони Європи за геосхемою ООН.
Східна Європа
Північна Європа
Південна Європа
Західна Європа

Геосхема ООН — це система, розроблена Статистичним відділом ООН, яка поділяє країни світу на регіональні та субрегіональні групи на основі класифікації кодування M49. Поділ зроблено для статистичної зручності та не передбачає жодних припущень щодо політичної чи іншої приналежности держав або територій.
У геосхемі ООН такі держави класифікуються як Східна Європа:
- Білорусь
- Болгарія
- Росія
- Молдова
- Польща
- Румунія
- Словаччина
- Угорщина
- Україна
- Чехія

### ЦРУ

Регіони Європи на основі Всесвітньої книги фактів ЦРУ:
Північна Європа
Західна Європа
Центральна Європа
Південно-Західна Європа
Південна Європа
Південно-Східна Європа
Східна Європа

Центральне розвідувальне управління Сполучених Штатів Америки класифікує сім держав як належних до «Східної Європи»:
- Білорусь
- Естонія
- Латвія
- Литва
- Росія
- Молдова
- Україна

### Релігійний і культурний вплив

Традиційні культурні кордони Європи: рекомендації.

Після розколу Християнської церкви 1054 року значні частини Східної Європи розвинули культурну єдність і опір католицькій Західній і Центральній Європі в рамках Східної Православної Церкви, церковнослов'янської мови та кирилиці.
Найперша концепція Європи як культурної сфери (замість простого географічного терміна) була сформована Алкуїном Йоркським під час Каролінгського Відродження IX століття, яка включала територію, де сповідувалося лише західне християнство. «Європа» як культурний термін не охоплював значну частину територій, де була панівною Східна Православна Церква.
Велику частину Східної Європи утворюють держави з домінуючими східними православними церквами, такі як Білорусь, Болгарія, Греція, Грузія, Кіпр, Молдова, Північна Македонія, Росія, Румунія, Сербія, Україна та Чорногорія, наприклад, а також Вірменія, де домінує Вірменська апостольська церква — одна з орієнтальних православних церков. Східна Православна Церква відіграла визначну роль в історії та культурі Східної та Південно-Східної Європи. Меншою мірою форми східного протестантизму та східного католицизму також мали вплив у Східній Європі. Держави, де східний протестантизм або східний католицизм мають історичне значення, включають Білорусь, Хорватію, Грецію, Угорщину, Литву, Польщу, Румунію, Словаччину, Словенію й Україну.

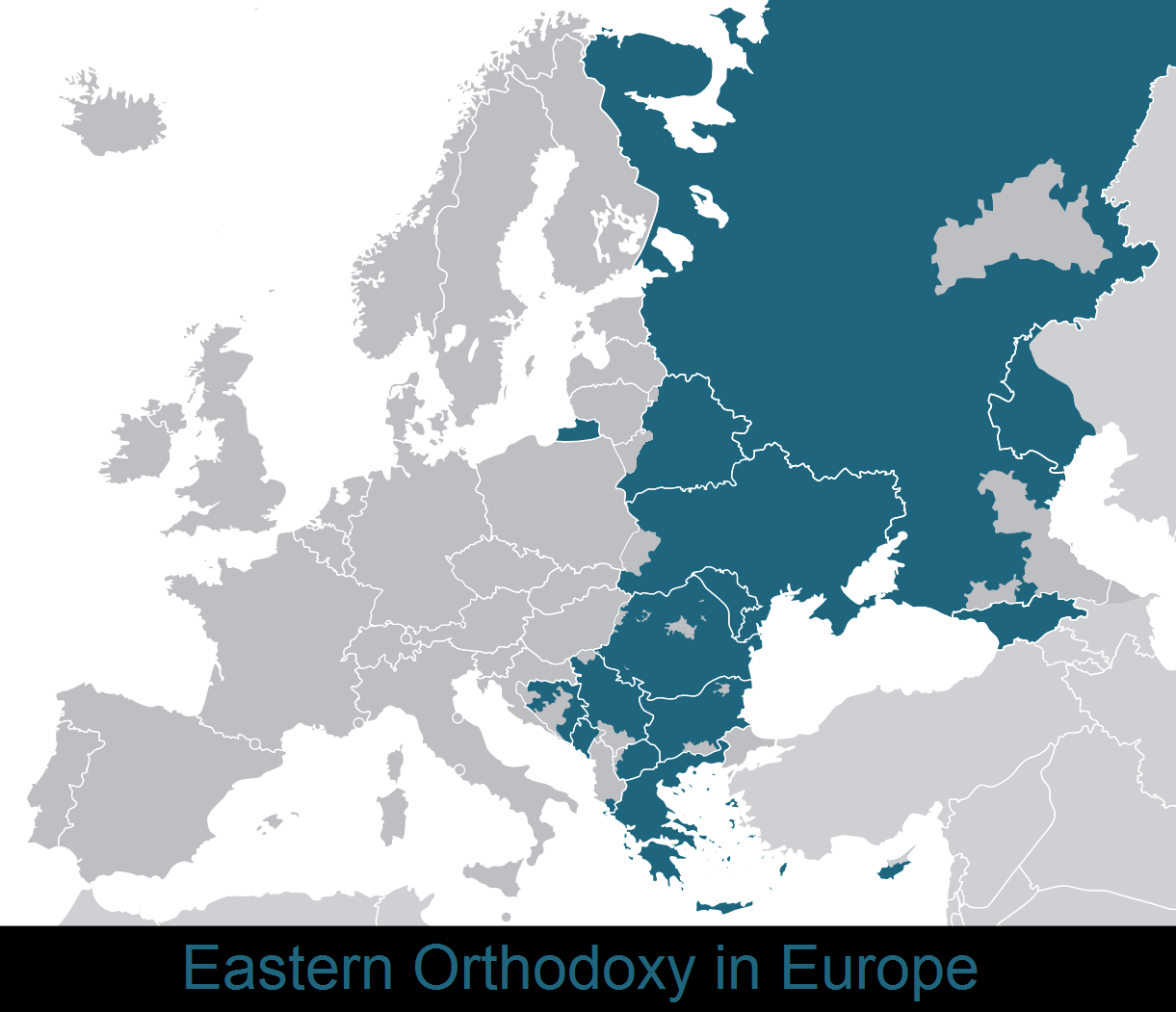
Карта східного православ'я, межа якого створює кордон між культурними регіонами.

Розкол є історичним розривом євхаристійного спілкування та теології між Східною (Православною) і Західною (Католицькою) церквами. З XVI століття в Європі почали виникати як західні, так і східні форми протестантизму. Крім того, Східні Католицькі Церкви почали поширюватися в Європі протягом XVI та XVII століть, після створення Руської унійної церкви Речі Посполитої в 1596 році. Сама концепція східного католицизму існує ще до сьогодні, наприклад Українська греко-католицька церква.

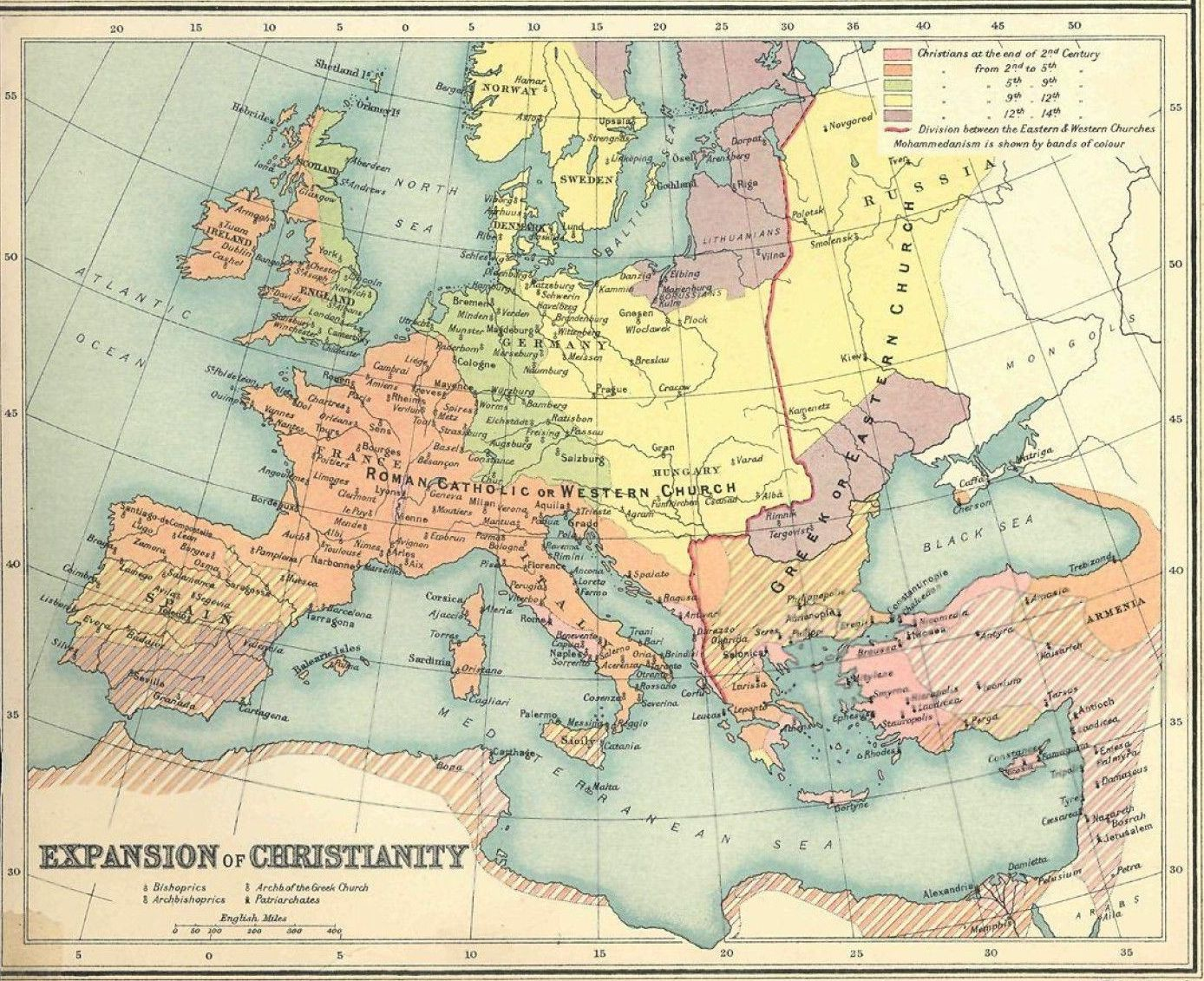
Поширення християнства

Після Великої схизми 1054 року Європа була поділена між католицькими (а згодом додатково протестантськими) церквами на Заході та східно-православними церквами на сході. Через цей релігійний розкол православні держави часто асоціюють зі Східною Європою. Проте така класифікація часто є проблематичною; наприклад, Греція переважно православна, але її дуже рідко зараховують до «Східної Європи» з різних причин, найпомітнішою з яких є те, що історія Греції, здебільшого, була під більшим впливом середземноморської культури.

### Холодна війна (1947—1991)
Падіння «залізної завіси» поклало кінець поділу Європи на схід і захід часів холодної війни, але ця геополітична концепція іноді все ще використовується в ЗМІ. Таке визначення використовувалося протягом 40 років холодної війни між 1947 і 1989 роками та було більш-менш синонімом термінів Східний блок і Варшавський пакт. Подібне визначення називає Східною Європою європейські держави, які раніше діяли под впливом Радянського Союзу.

### EuroVoc

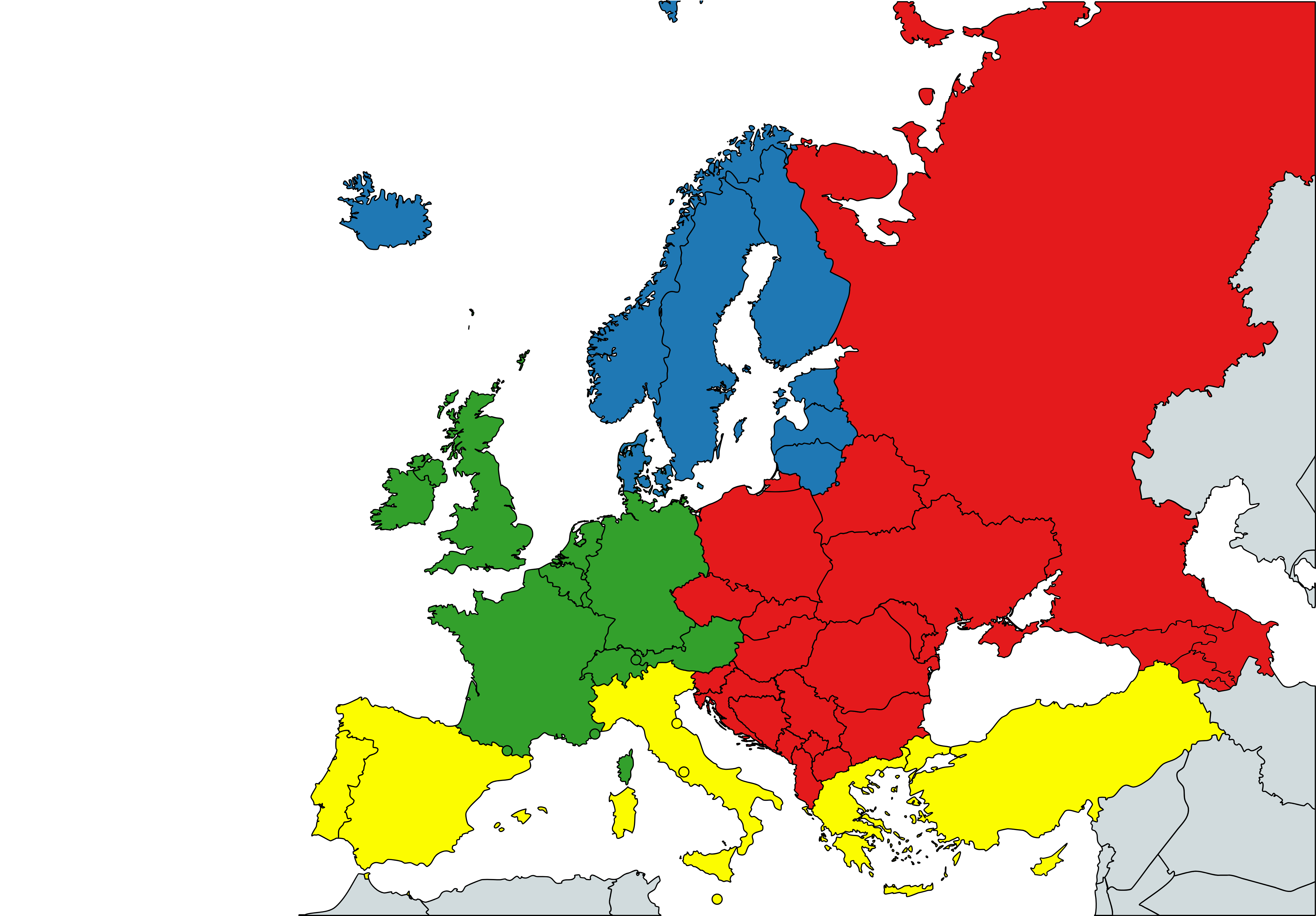
Європейські субрегіони згідно з EuroVoc:
Північна Європа
Західна Європа
Південна Європа
Центральна та Східна Європа

EuroVoc, багатомовний тезаурус, який підтримується Офісом публікацій Європейського Союзу, класифікує Болгарію, Хорватію, Чехію, Угорщину, Польщу, Румунію, Словаччину та Словенію, а також держави-кандидатки Албанію, Боснію та Герцеговину, Молдову, Північну Македонію, Сербію й Україну як держави Центрально-Східної Європи.

### Сучасні погляди

#### Балтійські держави
ЮНЕСКО, EuroVoc, Національне географічне товариство, Комітет з міжнародного співробітництва в національних дослідженнях демографії та STW Thesaurus for Economics відносять Балтійські держави до Північної Європи, тоді як CIA World Factbook розміщує регіон у Східній Європі з сильною асиміляцією до Північної Європи. Вони є членами форуму регіонального співробітництва Nordic-Baltic Eight, тоді як держави Центральної Європи створили власний альянс під назвою Вишеградська група. Nordic Північний форум майбутнього, Північний інвестиційний банк, Nordic Battlegroup, Nordic-Baltic Eight та Нова Ганзейська ліга є іншими прикладами північноєвропейського співробітництва, яке включає три держави, які спільно називаються Балтійськими державами.
- Естонія
- Латвія
- Литва

#### Кавказькі держави
Південнокавказькі народи Азербайджану, Вірменії та Грузії включені до визначення чи історії Східної Європи. Вони розташовані в перехідній зоні Східної Європи та Західної Азії. Вони беруть участь у програмі Східного партнерства Європейського Союзу, Парламентській асамблеї Євронест, і є членами Ради Європи, що вказує, що всі троє мають політичні та культурні зв'язки з Європою. У січні 2002 року Європарламент зазначив, що Вірменія і Грузія в майбутньому можуть увійти до ЄУ. Однак наразі Грузія є єдиною державою Південного Кавказу, яка активно прагне вступу до НАТО та ЄУ.
- Азербайджан
- Вірменія
- Грузія

#### Центральна Європа
Термін «Центральна Європа» часто використовується істориками для позначення держав, які раніше належали до Священної Римської імперії, імперії Габсбургів і Речі Посполитої.
Таким чином, у деяких ЗМІ «Центральна Європа» може частково збігатися зі «Східною Європою» епохи холодної війни. Деякі коментатори називають такі країни центральноєвропейськими, хоча інші все ще вважають їх східноєвропейськими.
- Литва (може по-різному входити до Північно-Східної чи Центральної Європи)
- Польща
- Румунія (може бути включена до Південно-Східної Європи[58] або частково до Центральної Європи)[59]
- Сербія (найчастіше розташована в Південно-Східній Європі, але іноді частково входить до Центральної Європи)[60]
- Словаччина
- Словенія (найчастіше розташована в Центральній Європі, але іноді в Південно-Східній Європі)[61]
- Угорщина (найчастіше розташована в Центральній Європі, але іноді в Південно-Східній Європі)[62]
- Хорватія (по-різному може бути включена до Південно-Східної[63] або Центральної Європи)[64]
- Чехія

#### Південно-Східна Європа
Деякі держави Південно-Східної Європи можна вважати частиною Східної Європи. Деякі з них іноді, хоча й рідко, можна охарактеризувати як такі, що належать до Південної Європи, а деякі також можуть бути включені до Центральної Європи. У деяких ЗМІ «Південно-Східна Європа» може частково збігатися зі «Східною Європою» епохи холодної війни.

#### Казахстан
Незважаючи на те, що Казахстан часто класифікується як держава Центральної Азії, близько 4 % території Казахстану, розташованої на захід від річки Урал, географічно лежить у Східній Європі, таким чином технічно це робить його трансконтинентальною країною.

## Історія
Концепція Східної Європи як єдиного культурного регіону походить з кінця XVIII століття, з епохи Просвітництва. У текстах тогочасних західноєвропейських інтелектуалів та мандрівників цей політично й етнічно строкатий регіон уявлявся як великий напівдикий занедбаний край, затиснутий між Європою та Азією, цивілізацією і варварством; в якому багатство знаті сильно контрастує із бідністю інших станів; населення якого має погані манери, живе в нечистоті й холоді.

### Класична античність і середньовічне походження
Стародавні держави регіону включали Оронтидську Вірменію, Кавказьку Албанію, Колхіду та Іберію (не плутати з Піренейським півостровом у Західній Європі), з яких перші дві держави були державами-попередниками Вірменії та Азербайджану, тоді як дві останні останні були державами-попередницями сучасної Грузії. Ці периферійні королівства були або з самого початку, або пізніше, включені до складу різних іранських імперій, включаючи Перську імперію Ахеменідів, Парфянську та Перську імперію Сасанідів. Частини Балкан і деякі більш північні території також були під владою персів Ахеменідів, включаючи Тракію, Пеонію, Македонію та більшість чорноморських прибережних регіонів Румунії, України та Росії. Завдяки суперництву між Партянською імперією та Римом, а пізніше між Візантією та сасанідськими персами, партяни кілька разів вторгалися в регіон, хоча їм ніколи не вдавалося утримати територію, на відміну від сасанідів, які контролювали більшу частину Кавказу.

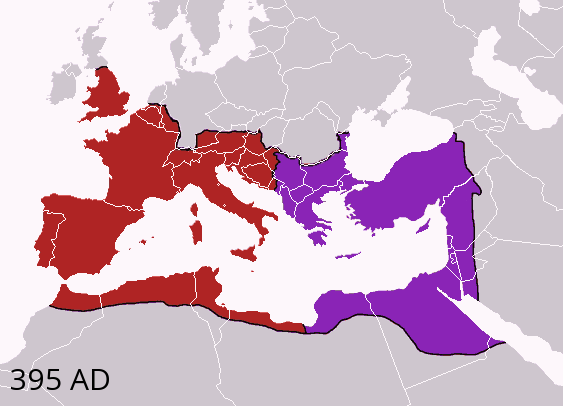
Східна та Західна Римська імперія після смерті Теодосія I у 395 році. Західна Римська імперія впала в 476 році, а Східна проіснувала до 1453 року.

Найдавніші відомі відмінності між сходом і заходом у Європі беруть початок в історії Римської республіки. У міру розширення римського володіння з'явився культурний і мовний поділ. Переважно грецькомовні східні провінції сформували високоурбанізовану елліністичну цивілізацію. І навпаки, західні території переважно прийняли латинську мову. Цей культурний і мовний поділ був зрештою посилений пізнішим політичним поділом Римської імперії на схід і захід. Поділ між цими двома сферами поглибився протягом пізньої античності та середньовіччя внаслідок ряду подій. Західна Римська імперія розпалася в V столітті, ознаменувавши початок Раннього Середньовіччя. Східна Римська імперія — Візантійська імперія — мала стратегію виживання, завдяки якій вона проіснувала ще 1000 років.
Піднесення Франкської імперії на заході, і зокрема Великий розкол, який формально розділив східне та західне християнство у 1054 році, посилив культурну та релігійну відмінність між Східною та Західною Європою. Велика частина Східної Європи була захоплена та окупована монголами, зокрема Королівство Руське.
Під час Ostsiedlung, міста, засновані на маґдебурзькому праві, стали центрами економічного розвитку, а німецькі поселення були засновані в деяких частинах Східної Європи. Запровадження німецького міського права часто розглядається як другий великий крок після запровадження християнства на рубежі першого та другого тисячоліть. Модернізація суспільства та економіки сприяла підвищенню ролі правителів Богемії та Польщі.
Завоювання Візантійської імперії, центру Східної Православної Церкви, Османською імперією в XV столітті та поступове роздроблення Священної Римської імперії (яка замінила Франкську імперію) призвели до зміни значення католицької / протестантської проти православної концепції в Європі. Іан Д. Армор зазначає, що використання кирилиці не є важливим детермінантом для Східної Європи, де від Хорватії до Польщі та Молдови, і всюди між ними використовується латиниця. Статус Греції як колиски західної цивілізації та невід'ємної частини західного світу в політичній, культурній та економічній сферах призвів до того, що її майже завжди класифікують не до Східної, а до Південної чи Західної Європи. Наприкінці XVI та на початку XVIII століть у Східній Європі був відносно високий рівень життя. Цей період також називають східно-центральноєвропейським золотим віком близько 1600 року. На початку XVII століття рівень навичок рахування в Східній Європі був відносно низьким, хоча існували регіональні відмінності. Протягом XVIII століття регіони почали наздоганяти Західну Європу, але розвивалися не так швидко. Регіони з сильнішою жіночою автономією швидше розвивалися в плані рахівництва.

### Кріпацтво
Кріпацтво було поширеним станом сільськогосподарських працівників до XIX століття. Це нагадувало рабство з точки зору несвободи, з тією відмінністю, що землевласники не могли купувати та продавати кріпаків окремо від конкретних земельних ділянок, до яких вони були постійно прикріплені. Ця система виникла в XIV—XV століттях, у той самий час, коли вона занепадала в Західній Європі. Кульмінація припала на XVII—XVIII ст. На початку XIX століття прийшов занепад кріпацтва і в Східній Європі, особливо ознаменований скасуванням кріпосного права в Російській імперії в 1861 році. Емансипація означала, що колишні кріпаки десятиліттями платили за свою свободу щорічними грошовими виплатами своїм колишнім панам. Система сильно відрізнялася від країни до країни і не була настільки стандартизованою, як у Західній Європі. Історики до XX століття зосереджувалися на економічних і трудових відносинах пана-кріпака, зображуючи кріпаків як рабів, пасивних та ізольованих.

### Відсутність індустріалізації протягом довгого XIX століття
До 1870 року індустріалізація, яка розпочалась у Північно-Західній і Центральній Європі та Сполучених Штатах, не поширювалася суттєво на решту світу. У Східній Європі індустріалізація значно відставала. Російська імперія, наприклад, залишалася переважно сільською та сільськогосподарською, а її самодержавні правителі тримали селян у кріпацтві.

### Міжвоєнний період (1919—1939)
Основним результатом Першої світової війни став розпад Російської, Австро-Угорської та Османської імперій, а також часткові втрати Німецької імперії. Сплеск етнічного націоналізму створив низку нових держав у Східній Європі, підтверджених Версальським договором 1919 року. Польща була відновлена після поділів 1790-х років, які розділили її між Німеччиною, Австрією та Росією. До нових країн увійшли Фінляндія, Естонська Республіка, Латвійська Республіка, Литовська Республіка, Українська Народна Республіка (яка незабаром була окупована Радянською Росією), Перша Чехословацька Республіка та Королівство Югославія. Австрія та Угорщина мали значно скорочені кордони. Нові держави включали значні етнічні меншини, які мали бути захищені згідно з режимом захисту меншин Ліги Націй. У всій Східній Європі етнічні німці становили найбільшу етнічну меншину. У деяких регіонах, як-от у Судетах, регіонах Польщі та в деяких частинах Словенії, німецькомовні становили місцеву більшість, викликаючи конфлікт через вимоги про самовизначення.
Румунське королівство, Третє Болгарське царство та Князівство Албанія також були незалежними. Багато країн все ще були переважно сільськими, з невеликою промисловістю та лише кількома міськими центрами. Націоналізм був домінуючою силою, але більшість держав мали етнічні чи релігійні меншини, які відчували загрозу з боку більшости. Майже всі вони стали демократичними у 1920-х роках, але всі вони (крім Чехословаччини та Фінляндії) відмовилися від демократії під час депресії 1930-х років на користь автократичних, сильних або однопартійних держав. Нові держави не змогли сформувати стабільні військові альянси, і одна за одною були надто слабкими, щоб протистояти нацистській Німеччині чи Радянському Союзу, які захопили їх між 1938 і 1945 роками.

### Друга світова війна та початок холодної війни

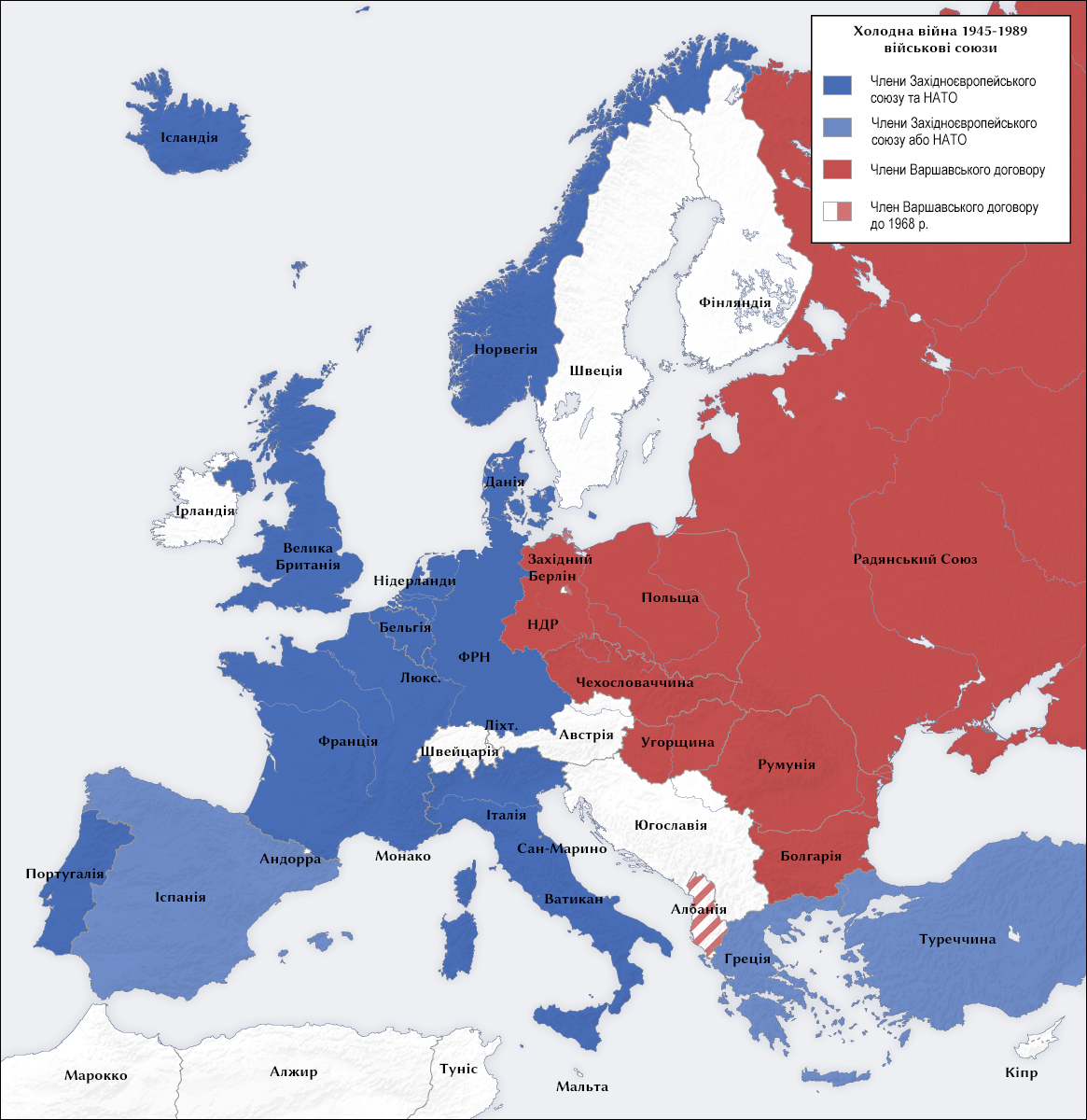
Мапа Європи під час Холодної війни. Червоні країни вважаються східноєвропейськими.

Регіон був головним полем битви у Другій світовій війні (1939—1945 рр.), коли німецькі та радянські армії неслися туди-сюди, мільйони євреїв та інших людей було убито нацистами під час виконання Генерального плану Ост, і мільйони інших, убитих хворобами, голодування та військових дій або страчених після того, як їх визнали політично небезпечними. На завершальному етапі Другої світової війни майбутнє Східної Європи було вирішено переважною силою радянської Червоної армії, яка відкинула німців. Однак до Югославії та Албанії вони не дійшли. Фінляндія була вільною, але була змушена зберігати нейтралітет у майбутній холодній війні.
По всій Східній Європі німецькомовне населення було вигнано до сьогоднішніх кордонів Німеччини в одній із найбільших операцій етнічних чисток в історії. Регіони, де німці колись становили більшість місцевого населення, були переселені польськомовні чи чеськомовні.

Регіон підпав під радянський контроль і були введені комуністичні уряди. Соціалістична Федеративна Республіка Югославія, Народна Соціалістична Республіка Албанія (а пізніше Соціалістична Республіка Румунія) мали власні комуністичні режими, незалежні від Москви. Східний блок на початку холодної війни в 1947 році значно відставав від західноєвропейських держав у відбудові економіки та економічному прогресі. Вінстон Черчилль у своїй відомій промові «Сухожилля миру» 5 березня 1946 року у Вестмінстерському коледжі у Фултоні, штат Міссурі, підкреслив геополітичний вплив «залізної завіси»:
Від Щецина в Балтійському морі до Трієста в Адріатичному морі «залізна завіса» опустилася через континент. За цією лінією розташовані всі столиці стародавніх держав Центральної та Східної Європи. Варшава, Берлін, Прага, Відень, Будапешт, Белград, Бухарест і Софія; усі ці відомі міста та населення навколо них лежать у тому, що я повинен назвати радянською сферою, і всі вони піддаються, в тій чи іншій формі, не тільки радянському впливу, але й дуже високому, а в деяких випадках і зростаючому контролю з боку Москви.

### Східний блок

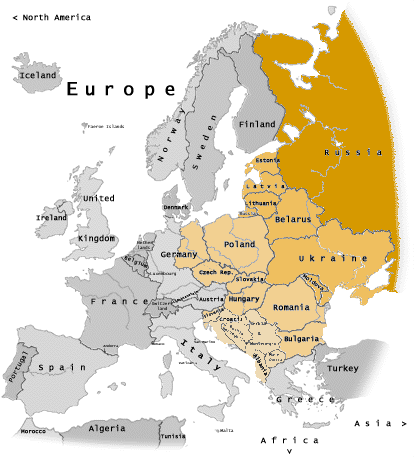
1989 рік. «Східний Блок» (помаранчевий колір) — накладено на нинішні кордони.
Російська Федерація (колишня РРФСР)
Інші держави, що раніше входили до СРСР
Держави Варшавського пакту
Інші колишні комуністичні країни, які фактично не контролювали Москвою

Під Східною Європою після 1945 року зазвичай розумілися всі європейські країни, звільнені від нацистської Німеччини, а потім окуповані радянською армією. Східна Європа раніше включала Німецьку Демократичну Республіку (також відому як Східна Німеччина), утворену радянською зоною окупації Німеччини. До 1948 року всі держави Східної Європи перейняли комуністичні режими контролю. Ці держави були офіційно незалежними від Радянського Союзу, але практичні масштаби цієї залежности були досить обмеженими. Соціалістична Федеративна Республіка Югославія та Народна Соціалістична Республіка Албанія мали комуністичні уряди, незалежні від Кремля.
Комуністи мали природний резервуар популярности в тому, що вони знищили нацистських загарбників. Їхньою метою було гарантувати довготривалу солідарність класу працівників. Народний комісаріат внутрішніх справ СРСР (НКВД), працюючи у співпраці з місцевими комуністами, створила таємну поліцію, використовуючи керівництво, навчене в Москві. Ця нова таємна поліція арештовувала політичних ворогів за готовими списками. Комуністичні уряди націоналізували приватні підприємства, передавши їх у державну власність, і контролювали ЗМІ та церкви. Розподіливши урядові установи з партнерами по коаліції, комуністи взяли під контроль міністерства внутрішніх справ, які контролювали місцеву поліцію. Вони також взяли під контроль засоби масової інформації, особливо радіо, а також систему освіти. Вони конфіскували та перерозподіляли сільськогосподарські угіддя та захопили контроль над організаціями громадянського суспільства, такі як церковні групи, спортивні групи, молодіжні групи, профспілки, організації фермерів та різні громадські організації. У деяких державах вони брали участь у широкомасштабних етнічних чистках, переміщуючи етнічні групи, такі як німці, поляки, українці (наприклад, операція «Вісла») та угорці, далеко від місця їхнього попереднього проживання, часто з великими жертвами, щоб перемістити їх у нові післявоєнні кордони відповідних держав
За прямими вказівками Сталіна ці держави відкинули гранти американського плану Маршалла. Натомість вони приєдналися до плану Молотова, який згодом перетворився на Раду економічної взаємодопомоги. Коли НАТО було створено в 1949 році, більшість країн Східної Європи стали членами протилежного Варшавського пакту, утворивши геополітичну концепцію, яка стала відомою як Східний блок. Вона складалася з:
- Перш за все це був Радянський Союз (який включав сучасні території Росії, Білорусі, Молдови, окуповану України та незаконно окуповані Литву, Латвію та Естонію). Іншими державами, де панував Радянський Союз, були Німецька Демократична Республіка, Народна Республіка Польща, Чехословацька Соціалістична Республіка, Угорська Народна Республіка, Народна Республіка Болгарія та Соціалістична Республіка Румунія.
- Соціалістична Федеративна Республіка Югославія (СФРЮ; утворена після Другої світової війни та до її подальшого розпаду) не була членом Варшавського пакту. Югославія була однією із засновниць Руху неприєднання, організації, створеної з метою уникнути приєднання до блоків НАТО чи Варшавського пакту. Рух був демонстративно незалежним як від Радянського Союзу, так і від Західного світу протягом більшої частини періоду холодної війни, дозволяючи Югославії та іншим її членам діяти як діловий і політичний посередник між цими блоками.[98]
- Соціалістична Народна Республіка Албанія розірвала відносини з Радянським Союзом на початку 1960-х років у результаті радянсько-китайського розколу, замість цього приєднавшись до блоку з Китайською Народною Республікою. Албанія офіційно вийшла з Варшавського пакту у вересні 1968 року після придушення Празької весни. Коли Китайська Народна Республіка встановила дипломатичні відносини зі Сполученими Штатами в 1978 році, Албанія також відокремилася від блоку Китаю. Албанія і особливо Югославія не були одностайно приєднані до Східного блоку, оскільки вони були нейтральними протягом значної частини періоду холодної війни.[99]

### Після падіння залізної завіси
З падінням «залізної завіси» у 1989 році політичний ландшафт Східного блоку та й усього світу змінився. Під час возз'єднання Німеччини Федеративна Республіка Німеччина мирно поглинула Німецьку Демократичну Республіку в 1990 році. У 1991 році Рада економічної взаємодопомоги, Варшавський пакт і Радянський Союз були розпущені. Багато європейських держав, які входили до складу Радянського Союзу, проголосили або відновили свою незалежність (Білорусь, Естонія, Латвія, Литва, Молдова й Україна). Чехословаччина мирно розділилася на Чехію та Словаччину в 1993 році. Багато держав цього регіону приєдналися до Європейського Союзу, а саме Болгарія, Чехія, Хорватія, Естонія, Угорщина, Латвія, Литва, Польща, Румунія, Словаччина та Словенія. Термін «держави ЄУ-11» відноситься до держав-членів Центральної та Східної Європи, включаючи Балтійські держави, які приєдналися в 2004 році та пізніше: у 2004 році Чехія, Естонія, Латвія, Литва, Угорщина, Польща, Словенія та Словацька Республіка; у 2007 р. Болгарія, Румунія; і в 2013 році Хорватія.
Після початку масштабного російського вторгнення в Україну під час російсько-української війни, держави Асоційованого тріо, а саме Україна, Молдова та Грузія, подали заявку на вступ до Європейського Союзу. 23 червня 2022 року Європейська рада надала Молдові та Україні статус кандидаток на вступ. 14 грудня 2023 року Європейська рада вирішила розпочати переговори про вступ Молдови та України, а 25 червня 2024 року відбулася перша Міжурядова конференція щодо вступу, яка розпочала фактичні перемовини. Очікується, що Україна та Молдова можуть приєднатися до ЄС протягом 2030-х років.
Після закінчення Холодної Війни в 1989 році поняття Східна Європа з кожним роком дедалі більше набуває географічного значення. З приєднанням багатьох східноєвропейських держав до Європейського Союзу на них стало поширюватися поняття Центральна Європа. Чітких кордонів між західним, центральним та східними регіонами Європи не існує. Україну у світі вважають східноєвропейською країною, хоча західні регіони України знаходяться географічно та за культурними критеріями в Центральній Європі: (Волинська, Закарпатська, Івано-Франківська, Львівська, Рівненська, Тернопільська та Чернівецька області).

## Демографія

Піраміда населення Східної Європи 2023 року (класифікація геосхем ООН)

Переважна більшість мешканців Східної Європи є слов'янами за лінгвістично-етнічним походженням. Їхня кількість становить 133,994,386 осіб. Основні неслов'янські народи Східної Європи — албанці, греки, литовці, латиші, естонці, угорці, румуни та молдовани, народи Кавказу, корінні народи Російської Федерації. Їхня загальна чисельність — 57,632,507 осіб. Причому майже 39 відсотків (22,305,552 ос.) із них становлять румуни.
| - Слов'янські країни Східної Європи - Росія — 140,468,086 (включно з неслов'янським населенням) - Україна — 46,481,000 - Польща — 38,128,000 - Чехія — 10,265,231 - Білорусь — 9,755,000 - Болгарія — 7,726,000 - Сербія — 7,479,437 - Косово — 1,920,079 - Словаччина — 5,401,000 - Хорватія — 5,025,000 - Боснія і Герцеговина — 4,498,976 - Північна Македонія — 2 045 262 - Словенія — 2,004,394 - Чорногорія — 630,548 | - Неслов'янські або частково слов'янські країни Східної Європи * Росія — 140,468,086 - Румунія — 22,305,552 - Греція — 11,244,118 - Угорщина — 10,076,581 - Азербайджан — 10,073,200 - Грузія (Сакартвело) — 3,723,500 - Албанія — 3,581,656 - Молдова — 3,395,600 - Вірменія — 2,962,500 - Литва — 2,392,000 - Латвія — 2,307,000 - Естонія — 1,330,000 |

## Економіка
Економічні зміни узгоджувалися з конституційними реформами. Як правило, східноєвропейські держави незабаром зіткнулися з такими проблемами: висока інфляція, високий рівень безробіття, низький рівень економічного зростання та високий державний борг. До 2000 року ці економіки стабілізувалися, а між 2004 і 2013 роками частина з них приєдналася до Європейського Союзу. Більшість конституцій прямо чи опосередковано визначають економічну систему держав, що відбувалося паралельно до демократичного переходу 1990-х років: вільна ринкова економіка (іноді доповнена соціально [та екологічно] орієнтованим сектором), економічний розвиток або лише економічні права як основа економіки.
У випадку фіскальної політики законодавчі, виконавчі та інші державні органи (Бюджетна рада, Економічна та соціальна рада) визначають і керують бюджетуванням. Середній державний борг у державах становить майже 44 %, але відхилення велике, оскільки найнижчий показник наближається до 10 %, а найвищий — 97 %. Тенденція показує, що співвідношення державного боргу до ВВП у більшості держав зростає. Лише три держави мають високий державний борг: Хорватія, Угорщина та Словенія (понад 70 % ВВП), тоді як Словаччина та Польща виконують вимоги Маастрихту, але лише на 10 % нижче порогу. Декларується внесок для покриття фінансів на спільні потреби, принцип справедливого розподілу податкового тягаря іноді доповнюється спеціальними аспектами. Податкові надходження зазвичай піддають 15–19 % ВВП, а показники вище 20 % можна знайти лише рідко.
Авдит державного бюджету та видатків є важливим елементом контролю державних фінансів і важливою частиною концепції стримувань і противаг. Центральні банки є незалежними державними установами, які володіють монополією на управління та здійснення монетарної політики штату або федерації. Окрім монетарної політики, деякі з них навіть здійснюють нагляд за системою фінансових посередників. У випадку функції стабільності цін рівень інфляції в досліджуваній області відносно швидко впав нижче 5 % до 2000 року. У монетарній політиці відмінності базуються на єврозоні: Естонія, Латвія, Литва, Словаччина, Словенія та Хорватія використовують спільну валюту євро. Економіки 2010-х років, як і 2000-х, демонстрували помірну інфляцію. Як нове явище, незначна негативна інфляція (дефляція) з'явилася в кількох державах (Хорватія, Естонія, Угорщина, Польща, Румунія, Словаччина та Словенія), що демонструвало чутливість щодо міжнародних подій. Більшість конституцій визначає національну валюту, законний платіжний засіб або грошову одиницю. Курс місцевої валюти до долара США показує, що різкі інтервенції не потрібні. Національне багатство або активи є власністю держави або місцевих органів влади, і, будучи виключною власністю, управління та захист ними спрямовані на служіння суспільним інтересам.

## Стереотипи
До стереотипів східноєвропейських держав відносять гірші економічні показники, ніж у західноєвропейських держав. Окремий стереотип пов'язаний з Балканами, що містить у собі постійні війни й міжетнічні конфлікти. Як відомо, під час розпаду Югославії на початку 1990-х років відбувалися численні війни.

## Галерея

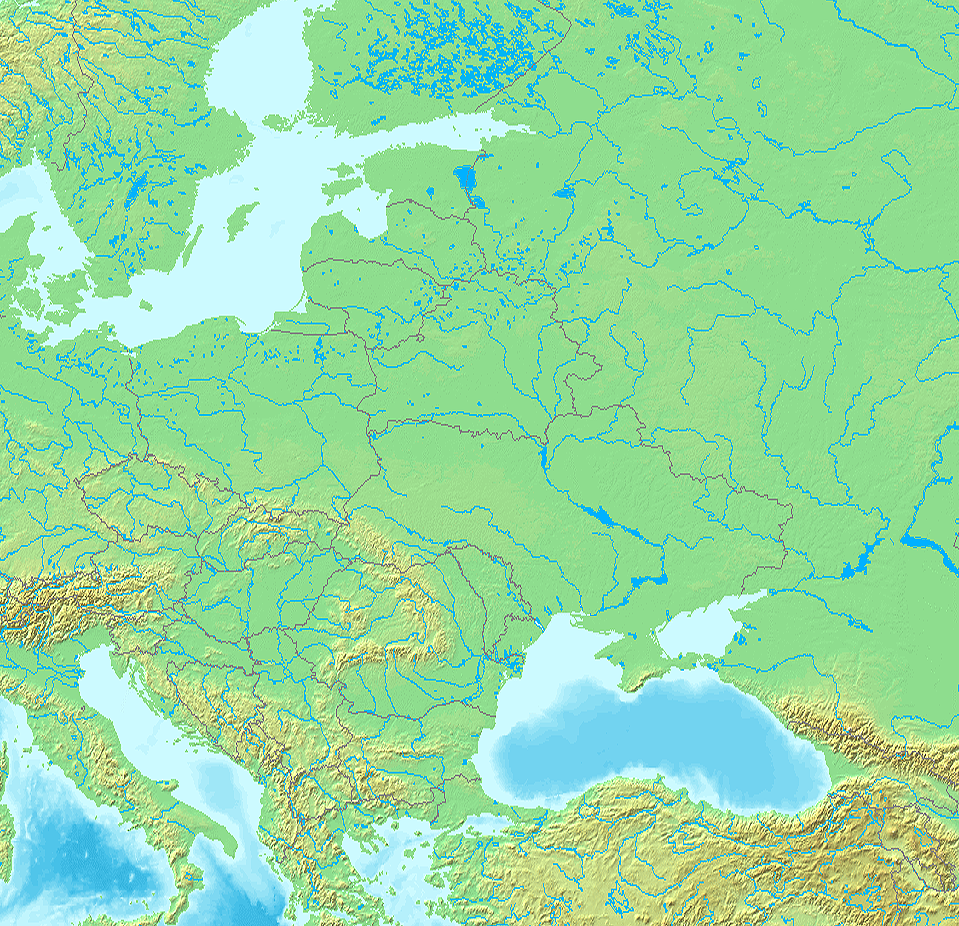
Географічна мапа регіону
Європейські блоки в «Холодній війні»
Мапа держав-членів Європейського Союзу та кандидатів на членство
СНД і ГУАМ
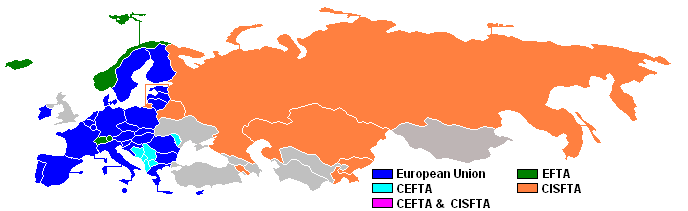
Зона вільної торгівлі СНД (2013 рік)
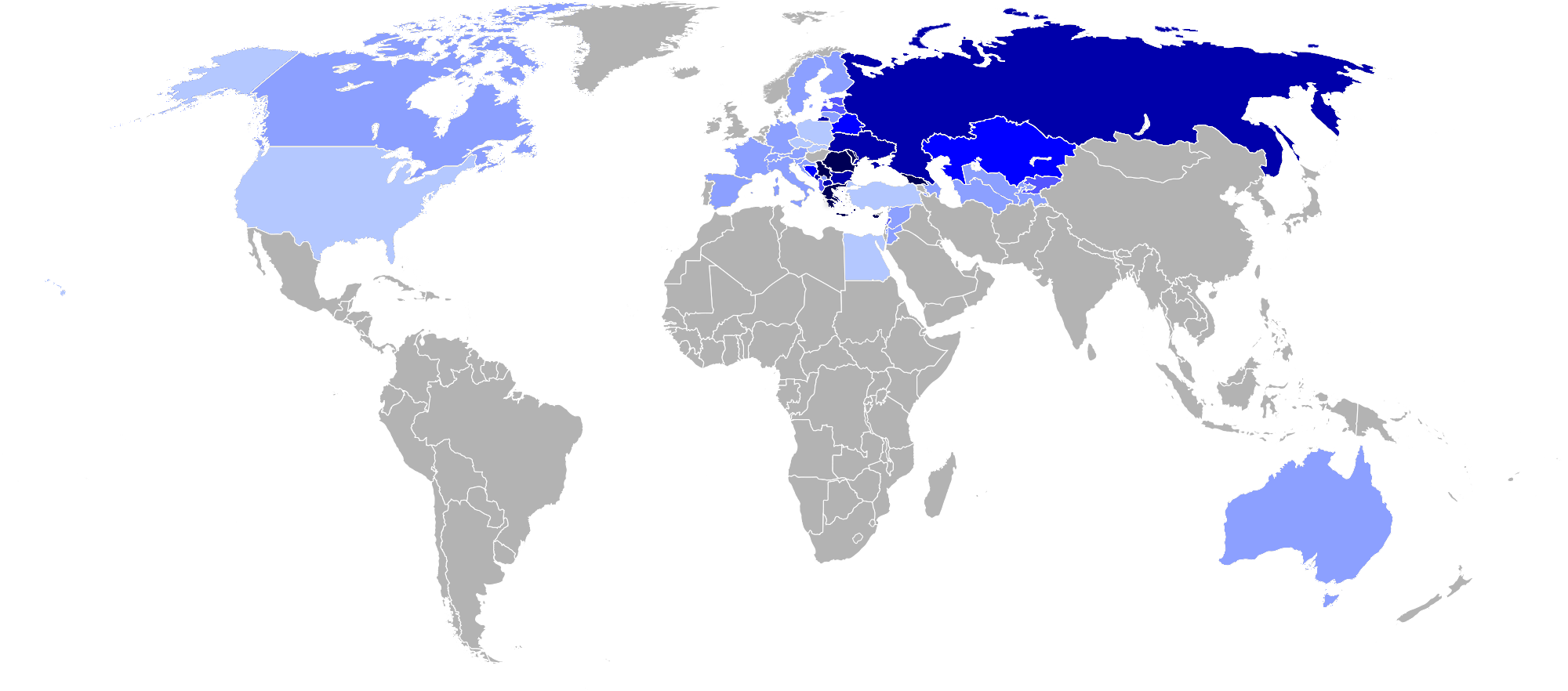
Держави за відсотком східних християн.